# وانغ شنغجون
وانغ شنغجون (بالصينية: 王胜俊) (و. 1946  م) هو سياسي، وقاضي صيني، ولد في سوزو، هو عضوٌ في الحزب الشيوعي الصيني.

## مناصب
تولى منصب نائب رئيس اللجنة الدائمة للمجلس الوطني لنواب الشعب ‏ (منذ 14 مارس 2013)
- رئيس محكمة الشعب العليا في الصين  [لغات أخرى]‏ (2008–2013)
- عضو مجلس الشعب الصيني  [لغات أخرى]‏

.

## التعليم
تعلم في Anhui Normal University ‏
.